# Одна семья (фильм)
«Одна семья» (азерб. Бир аилә) — советский художественный фильм, снятый в 1943 году режиссёром Григорием Александровым. Фильм, лишь однажды показанный публично (16 октября 1943 года, Дом кино), в прокат выпущен не был: по мнению цензуры, фильм слабо освещал борьбу советского народа с фашистскими оккупантами.

## Сюжет
«Фильм о героических буднях жителей Баку в годы Великой Отечественной войны. Состоит их трёх новелл, объединённых общим сюжетом: фронтовик-азербайджанец, оказавшийся в отпуске, попадает в русскую семью, приветливо встретившую его. Между героем и дочерью хозяев возникает чувство. Рассказы, которыми обмениваются герои, составляют сюжет картины».

## В ролях
- Хосров Меликов — Наджаф, танкист
- Мерзия Ханум (Марзия Давудова) — мать Наджафа
- Любовь Орлова — Катя Андриевская
- М. П.[уточнить] Жариков — отец Кати
- Антонина Филиппова — мать Кати
- Олег Жаков — Николай Морозов, инженер-капитан
- Окума Курбанова — Лейла, жена водолаза
- Али-Сэттар (Алекпер) Меликов[азерб.] — водолаз
- Кязим Зия — Ахмед ами
- Виктор Шарлахов — управдом

## Съёмочная группа

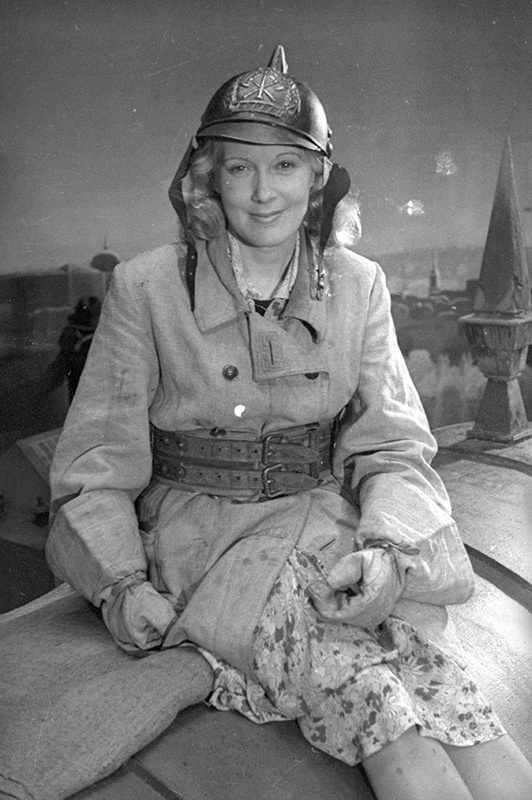
Любовь Орлова на съёмках фильма «Одна семья»

- Авторы сценария — Лев Вайсенберг, Мир Джалал, Иосиф Прут
- Режиссёр-постановщик — Григорий Александров
- Операторы — Али-Сэттар Атакшиев, Аскер Исмаилов, Тимофей Лебешев
- Художники — Али-Сэттар Атакшиев, Юрий Швец, Михаил Власов, Гюльназ Саламова
- Композитор — Кара Караев
- Директор картины — Т. Усейнов